# Croatia Open Umag 1994
Il Croatia Open Umag 1994 è stato un torneo di tennis giocato sulla terra rossa. È stata la 5ª edizione del torneo, che fa parte della categoria World Series nell'ambito dell'ATP Tour 1994. Si è giocato a Umago in Croazia dal 22 al 29 agosto 1994.

## Campioni

### Singolare maschile
Alberto Berasategui ha battuto in finale  Karol Kučera con il punteggio di 6–2, 6–4

### Doppio
Diego Perez /  Francisco Roig hanno battuto in finale  Karol Kučera /  Paul Wekesa con il punteggio di 6–2, 6–4